# Грейс, Мэри Гонзага
Мэри Гонзага Грейс (англ. Mary Gonzaga Grace, 22 февраля 1812, Балтимор — 8 октября 1897), урождённая Энн Грейс (англ. Anne Grace) — американская монахиня, состоявшая в ордене сестёр милосердия, базирующегося в Эммитсберге, штат Мэриленд. Она долгое время была руководителем приюта для сирот Святого Иосифа в Филадельфии, а во время Гражданской войны в США была настоятельницей госпиталя Саттерли в том же городе.

## Ранние годы
Энн Грейс родилась 22 февраля 1812 года в Балтиморе, штат Мэриленд. Её отец умер в 1814 году, а мать — в 1816 году; осиротевшую Энн Грейс взяла на воспитание католическая семья и окрестила «Агнес Мэри Грейс». В 1822 году десятилетняя Агнес была зачислена в школу «Долина Святого Иосифа», которой управляли сёстры милосердия. Там в 1823 году она отметила своё Первое Причастие как «Энн Грейс», а конфирмацию как «Мэри Джозеф Грейс».

## Сёстры милосердия
К 1826 году Грейс решила продолжить религиозную жизнь в ордене сестёр милосердия. В 1827 году она получила «шапку кандидата» ордена как «сестра Гонзага». Она преподавала в школе в Гаррисберге, штат Пенсильвания, вместе с двумя сёстрами; находясь в Гаррисберге в 1830 году, она приняла обет, посвятив себя жизни в ордене. Несколько месяцев спустя её направили служить в приют Святого Иосифа в Филадельфии. В 1836 году она всё ещё работала в приюте, когда приют переехал на новое место в городе. В 1843 году Грейс стала настоятельницей приюта.
В 1844 году её перевели в Дом сестёр милосердия в Дональдсонвилле, штат Луизиана, а в 1845 году её снова перевели, теперь в Новый Орлеан. В 1851 году она вернулась в приют Святого Иосифа в Филадельфии. К тому времени сёстры милосердия в Мэриленде объединились с дочерьми милосердия Святого Винкентия де Поля. Сестра Мэри Гонзага оставалась в доме последнего ордена в Париже с 1855 по 1856 год, чтобы работать над деталями этого объединения. Она вернулась в Филадельфию в 1857 году.

## Гражданская война
Во время Гражданской войны в США, с 1862 по 1865 год, сестра Мэри Гонзага Грейс работала в военном госпитале Саттерли в Филадельфии, отвечая за сестёр милосердия, которые работали в больничных палатах и ухаживали за десятками тысяч раненых и умирающих солдат. Она вела дневник своей работы во время войны, в котором описывала вспышку оспы в Саттерли в 1865 году. После войны ветераны с теплотой вспоминали её как «ангела-служителя» и человека, который всегда был спокоен. «С её кончиной ушла из жизни женщина безграничного милосердия, чья помощь тысячам солдат Союза и Конфедерации внесла ноту красоты во многие тягостные подробности войны», — заметил конгрессмен от Род-Айленда Эмброуз Кеннеди в отчёте Конгресса в 1918 году.

## Дальнейшие годы и смерть
После войны сестра Мэри Гонзага продолжила управлять приютом Святого Иосифа. В 1877 году она отметила там пятидесятилетие своей религиозной жизни. В последние годы жизни она ослепла и в 1896 году сломала бедро. Она считалась старейшей из ныне живущих членов ордена сестёр милосердия, пока не умерла в госпитале Святого Иосифа 8 октября 1897 года в возрасте 85 лет. На её похоронах присутствовало много людей, в том числе несколько видных католических священнослужителей.
Мемориальный сиротский приют Гонзага в Джермантауне был назван в честь её святой покровительницы в 1898 году и открылся в 1899 году. Одна из её бывших учениц, поэтесса Элеонора С. Доннелли, написала в 1900 году целую книгу-биографию сестры Мэри Гонзага для сбора средств на работу нового приюта.